# Perdita tumida
Perdita tumida är en biart som beskrevs av Timberlake 1980. Perdita tumida ingår i släktet Perdita och familjen grävbin. Inga underarter finns listade i Catalogue of Life.